# Thomas Backhaus
Thomas Backhaus (* ca. 1968) ist ein deutscher Professor für Ökotoxikologie an der Universität Göteborg. Er arbeitet auf dem Gebiet der (Öko-)Toxikologie und chemischen Risikobewertung.

## Ausbildung und Karriere
Backhaus absolvierte sein gesamtes Studium – inkl. Dissertation und Postdoc – an der Universität Bremen. Anschließend wurde er Professor für Ökotoxikologie an der Universität Göteborg in Schweden.

## Forschung und Leistungen
Die Forschung von Thomas Backhaus konzentriert sich auf die Bewertung von Chemikaliengemischen und die regulatorische (Öko-)Toxikologie.
Er hat zahlreiche wissenschaftliche Artikel und Buchkapitel veröffentlicht und mehrere Auszeichnungen für seine Forschung erhalten, darunter den Europe Young Scientist Award der Society of Environmental Toxicology and Chemistry im Jahr 2006.

## Meistzitierte Publikationen
- Thomas Backhaus, Michael Faust: Predictive Environmental Risk Assessment of Chemical Mixtures: A Conceptual Framework. In: Environmental Science & Technology. Band 46, Nr. 5, 6. März 2012, ISSN 0013-936X, S. 2564–2573, doi:10.1021/es2034125.
- Nicholas J. Ashbolt, Alejandro Amézquita, Thomas Backhaus, Peter Borriello, Kristian K. Brandt, Peter Collignon, Anja Coors, Rita Finley, William H. Gaze, Thomas Heberer, John R. Lawrence, D.G. Joakim Larsson, Scott A. McEwen, James J. Ryan, Jens Schönfeld, Peter Silley, Jason R. Snape, Christel Van den Eede, Edward Topp: Human Health Risk Assessment (HHRA) for Environmental Development and Transfer of Antibiotic Resistance. In: Environmental Health Perspectives. Band 121, Nr. 9, September 2013, ISSN 0091-6765, S. 993–1001, doi:10.1289/ehp.1206316, PMID 23838256, PMC 3764079 (freier Volltext).